# Ice Capades
Les Ice Capades étaient un spectacle américain itinérant de danse sur glace créé en février 1940 à Hershey en Pennsylvanie.
Les patineurs sont souvent d'anciens champions nationaux ou olympiques en retraite du circuit des compétitions. Après plus de 50 ans de spectacles, la société dirigée par les neuf fondateurs nommés Arena Managers Association, a cessé ses activités. Chaque dirigeant représentait une arena :
- Boston Garden (Walter A. Brown)
- Rhode Island Auditorium (Louis Pieri)
- Buffalo Memorial Auditorium (Louis Jacobs)
- Hershey Sports Arena (John Sollenberger)
- Cleveland Arena (Al Sutphin)
- Springfield Coliseum (Eddie Shore)
- Philadelphia Arena (Peter A. Tyrrell)
- New Haven Arena (Nathan Podoloff)
- Pittsburgh Gardens (John Harris)

Parmi les spectacles de danse similaires, on peut nommer Ice Follies, Holiday on Ice et les plus récents Disney on Ice.